# Ludwig Otto Bleibtreu

Ludwig Otto Bleibtreu

Ludwig Otto Bleibtreu (* 1752; † 26. August 1820 in Braunschweig) war ein deutscher Kaufmann und Unternehmer sowie Gründer der Zichorienfabrik Ludwig Otto Bleibtreu.

## Leben und Werk

Die Zichorienfabrik Ludwig Otto Bleibtreu, Lithografie aus dem 19. Jahrhundert

Steinweg 4: Von 1748 bis 1786 Haus des Stadtkommandanten. Anschließend Wohn- und Geschäftshaus Ludwig Otto Bleibtreus. Nach dessen Tod 1820 bewohnt von seinem Nachfolger Carl Friedrich Franquet und bis 1931 von Kunstsammler Arthur von Franquet.

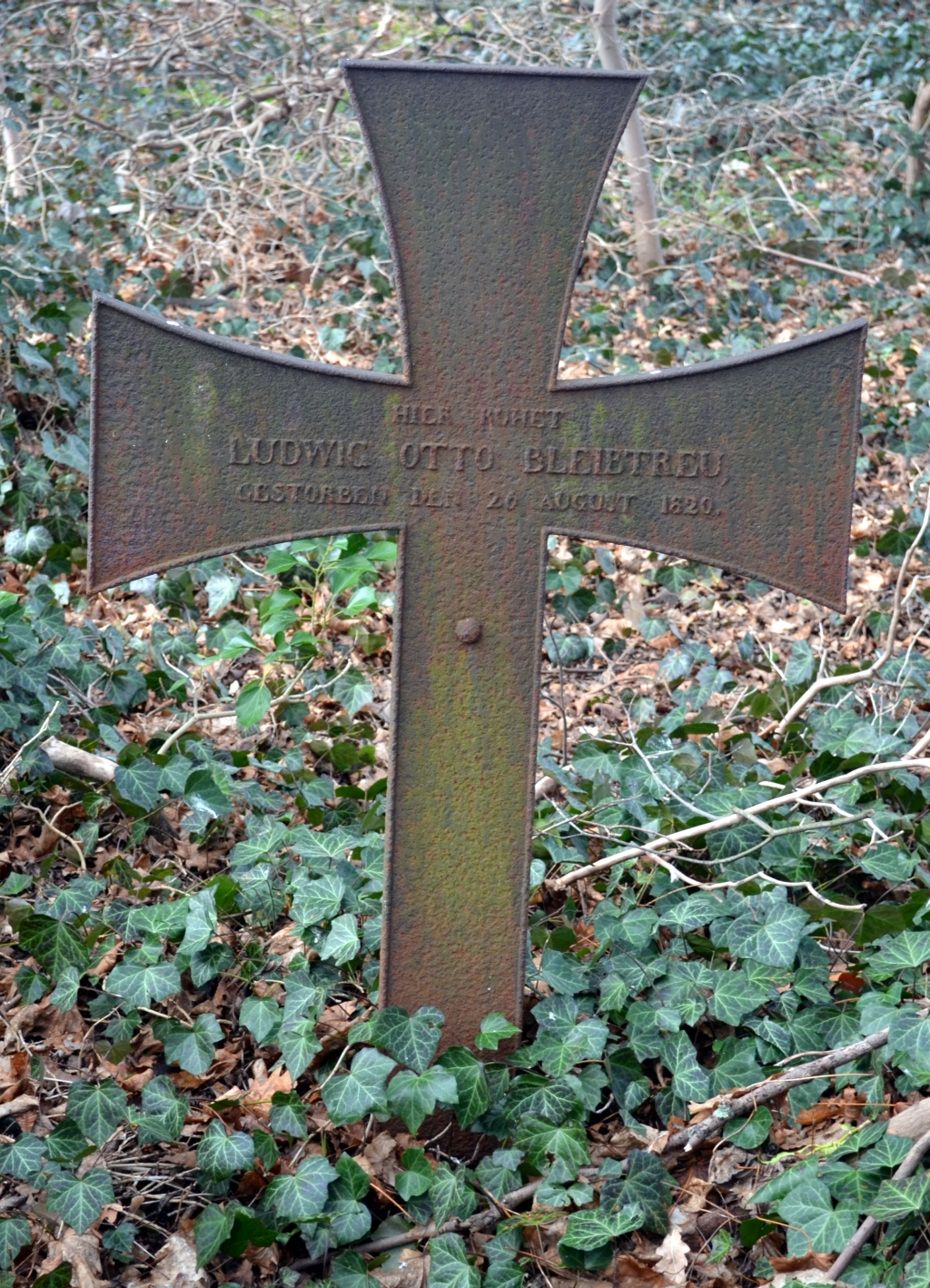
Grab von Ludwig Otto Bleibtreu auf dem Andreasfriedhof im März 2015.

Bleibtreu war zunächst Kammerlakai des Herzogs Ferdinand von Braunschweig-Wolfenbüttel. Von diesem erhielt er, als er 1781 ehrenhaft entlassen worden war, ein herzogliches Privileg zur Herstellung von Zichorienkaffee. Mit seinen Ersparnissen gründete Bleibtreu am 7. September 1781 in der eng bebauten Braunschweiger Innenstadt eine erste Produktionsstätte. 1793 verlegte er nach Anwohnerklagen den Betrieb vor die damalige Stadtgrenze, an die heutige Mühlenpfordtstraße vor dem Wendentor.
Bleibtreu gelang es, sich um 1800 erfolgreich gegen die etwa zwei Dutzend Konkurrenzbetriebe in Braunschweig selbst, aber auch in anderen deutschen Städten durchzusetzen. Zu Beginn des 19. Jahrhunderts war Braunschweig eines der bedeutendsten Zentren der aufstrebenden deutschen Zichorienkaffeeindustrie und Bleibtreus Fabrik war eine der größten und erfolgreichsten unter ihnen. Das Unternehmen florierte und überstand als eine der wenigen Braunschweiger Zichorienfabriken die durch Napoleon Bonaparte zwischen 1806 und 1814 verhängte Kontinentalsperre. Dieser Wirtschaftskrieg hatte unter anderem auch nachteilige Auswirkungen auf das französische Königreich Westphalen, zu dem Braunschweig als Hauptstadt des Departements der Oker gehörte.
Ludwig Otto Bleibtreu heiratete Eleonore Friederike, geb. Lohse (1753–1824). Die Ehe blieb kinderlos. Mitte der 1780er Jahre erlernte Bleibtreu das Reiten bei dem sachsen-meiningschen Stallmeister Franquet. Daraus entwickelte sich eine so enge Freundschaft, dass Bleibtreu 1787 dessen vierjährigen Sohn Carl Friedrich Franquet als Pflegekind annahm, als dessen Vater zum Stallmeister der Universität Helmstedt berufen wurde. Bleibtreu war um die Wende des 19. Jahrhunderts einer der wohlhabendsten Bürger Braunschweigs und zahlte entsprechend hohe Steuern. Für 17.000 Gold-Taler erwarb er das repräsentative Gebäude Steinweg 4 (Assekuranznummer 1956) mitsamt den darin enthaltenen Möbeln und Kunstgegenständen. Es handelte sich um einen viergeschossigen Bau, der von 1748 bis 1786 als Stadtkommandantur diente und 1784 für Hofmarschall C. C. G. von Staffenhorst im Stil des Frühklassizismus umgebaut worden war. Bleibtreu nutzte das Gebäude bis zu seinem Tode 1820 als Wohn- und Geschäftshaus.
Als Ludwig Otto Bleibtreu 1820 starb, erbte Carl Friedrich Franquet sowohl das Haus Steinweg 4 als auch die Zichorienfabrik, die er bis zu seinem Tode 1851 erfolgreich fortführte. Franquet setzte seinem Pflegevater im Garten, der an das Fabrikgebäude angrenzte, ein kleines Denkmal, das allerdings nicht mehr vorhanden ist. Das Unternehmen blieb bis 1909 in Familienbesitz und bestand unter gleichem Namen noch bis Ende der 1930er Jahre weiter.
Ludwig Otto Bleibtreus Grab befindet sich noch heute auf dem Andreasfriedhof in Braunschweig.

## Ehrungen
Im Braunschweiger Stadtbezirk Nordstadt ist der Bleibtreuweg nach Ludwig Otto Bleibtreu benannt.